# Svjetsko prvenstvo u rukometu za žene – Nizozemska 1971.
Svjetsko prvenstvo u rukometu za žene 1971. održano je u Nizozemskoj od 11. do 19. prosinca 1971. godine.

## Konačni poredak
- Zlato: DR Njemačka
- Srebro: Jugoslavija
- Bronca : Mađarska

## Vanjske poveznice
- www.ihf.info - SP 1971